# Alan Bray
Alan J. M. Bray (Leeds, 13 de octubre de 1948 - Londres, 25 de noviembre de 2001) fue un historiador británico y activista por los derechos de los homosexuales. Era católico y tenía un interés particular en la relación entre el cristianismo y la homosexualidad.

## Biografía
Bray nació en Hunslet (Leeds, en el norte de Inglaterra) en una familia de clase trabajadora.
Su madre murió cuando él tenía 12 años, un evento que afectó profundamente sus relaciones.
Asistió a la escuela secundaria en Leeds, donde conoció a quien sería su compañero de toda la vida, Graham Wilson.
Asistió a la Universidad de Bangor (en el norte de Gales). Después pasó un año en un seminario anglicano antes de comenzar una carrera como funcionario.
Trabajó en el equipo de lord Derek Rayner (1926-1998) en el período de reforma del servicio civil en Reino Unido. Su perspicacia empresarial y su capacidad para memorizar casos complejos, generó un gran respeto entre sus compañeros.
Durante 1984 y 1985, obtuvo una beca y se le otorgó un año sabático que pasó en el Nuffield College (Universidad de Oxford), donde escribió The clandestine reformer: a study of the Rayner scrutinies, que se publicaría en 1988.
A mediados de los años ochenta se convirtió al catolicismo, y mantuvo una íntima amistad con el cardenal Basil Hume (1923-1999), relacionado con el grupo católico gay Quest.
Fue puesto a prueba en las cuestiones extremadamente técnicas que rodearon la crisis económica del banco Lloyd’s.

## Activismo por los derechos de la homosexualidad
A principios de 1970, se involucró en el Gay Liberation Front (Frente de Liberación Gay) y trabajó activamente por los derechos de los homosexuales.
Participó en campañas como el “Gay News” Defence Committee (Comité de Defensa del diario “Gay News”), creado en 1977 para luchar contra la acusación por «difamación blasfema» que la política Mary Whitehouse había levantado contra el periódico Gay News (‘noticias gais’).
Después de que el diario londinense The Guardian publicara un artículo ofensivo en contra de la Marcha del Orgullo Gay de 1979, realizó una exitosa campaña de concienciación con 50 miembros de la Gay Activists Alliance.
Alan Bray vio su trabajo como parte de un movimiento más amplio de política sexual. Fue miembro fundador del Gay History Group (un movimiento de historiadores interesados en desenterrar la historia gay de Gran Bretaña). El éxito de su primer libro lo llevó a un mayor reconocimiento. Escribió dos importantes artículos sobre la amistad masculina, que fueron publicados en la revista History Workshop Journal, de la que fue editor entre 1994 y 1997. Se convirtió en un miembro del Birkbeck College de Londres, y fue invitado a dar ponencias en universidades estadounidenses y australianas.
Su interés por la política sexual influyó en su obra sobre Historia, que culminó en dos libros. Su proyecto final fue el libro The Friend, que se publicó un año después de su muerte.
En 1996, tras ser diagnosticado con VIH, se jubiló anticipadamente como director.
Falleció de sida en Londres a los 53 años.
Le sobrevivieron su esposo Graham, y su hermana, Jacqueline Smith.

## Legado
El grupo Roman Catholic Caucus of the Gay and Lesbian Christian Movement (caucus católico romano del Movimiento cristiano de gais y lesbianas, del que Bray fue miembro, instituyó una serie de conferencias de Alan Bray sobre teología católica y homosexualidad. Los historiadores británicos Laura Gowing, Michael Hunter y Miri Rubin coeditaron el libro Love, friendship and faith in Europe, 1300-1800 (amor, amistad y fe en Europa, 1300-1800), publicado en 2005 por Palgrave Macmillan, una colección de ensayos inspirados en la idea de Bray de encontrar algún componente universal de la homosexualidad dentro las experiencias de la intimidad y la amistad sin «la localización de un discurso que identifique a las personas como homosexuales».
Queer company: the role and meaning of friendship in gay men's work lives (compañía queer: el papel y el significado de la amistad en las vidas laborales de los varones gais).
Otro libro inspirada en la obra de Alan Bray.

## Obra de Alan Bray
- Homosexuality in Renaissance England (la homosexualidad en la Inglaterra del Renacimiento). Londres (Reino Unido): Gay Men's Press, 1982.
- The friend (‘el amigo’). Chicago (Illinois): University of Chicago Press, 2002.